# Erminio Pescatori
Erminio Pescatori (Parma, 24 giugno 1836 – Milano, 18 gennaio 1905) è stato un patriota e giornalista italiano, tra i fondatori del Fascio Operaio.

## Biografia
Figlio di Curzio Pescatori (impiegato nella casa ducale) e di Angiola Aguzzoli, fu un repubblicano mazziniano, grande ammiratore e amico di Giuseppe Garibaldi. 
Nel 1867 partecipò alla Battaglia di Mentana e si guadagnò la Medaglia civica commemorativa della Presa di Roma, lo stesso Garibaldi pronunciò queste parole:
certifico che il signor Pescatori Erminio di Parma ha ben meritato dal paese per avere cooperato in tempi difficili alla sua liberazione, colla stampa e coll'esempio, avendo già sofferto esilio e carcerazione.
Nel 1866 costituì a Bologna la loggia massonica Felsinea , una delle prime logge bolognesi.
Incarnò i sentimenti del risorgimento italiano e fu un antagonista della monarchia. Amico di Giosuè Carducci, Quirico Filopanti e Felice Cavallotti, nel 1870 scrisse per il periodico bolognese Il Popolo e per L'Amico del popolo. 
Dopo la Comune di Parigi fu persuaso dalle idee internazionalistiche e il 27 novembre 1871 fondò a Bologna la prima associazione di operai e artigiani chiamata il Fascio Operaio, diventando direttore del periodico Il fascio operaio pubblicato dal 27 dicembre 1871 al 6 giugno 1872.
Parallelamente all'attività politica fu capocomico ed amministratore della Drammatica Compagnia Parmense. Il 21 agosto 1860 sposò l'artista drammatica Giuseppina Biagini, assieme ebbero un figlio al quale diedero il doppio nome di Giuseppe Garibaldi. Fece il suo esordio nel 1858 nella compagnia di Adelaide Ristori per poi passare con la moglie alla compagnia di Giuseppe Trivelli. Con lo pseudonimo di Colorno compose la commedia in un atto Maritiamo la suocera, che Ermete Novelli tenne stabilmente in repertorio.
Alla fine del 1872 si trasferì a Trieste, mentre dal 1891 abitò a Milano e ritiratosi dalla vita politica attiva, fu solidale con tutti i rifugiati politici italiani.